# The Naked Chef
The Naked Chef (deutsch Der nackte Koch) ist eine britische Kochsendung mit Jamie Oliver, welche in drei Staffeln plus jeweils einem nachfolgenden Weihnachtsspecial, besteht. Sie wurde von Optomen Television für BBC Two produziert wurde und von 1999 bis 2001 in BBC Two ausgestrahlt. The Naked Chef war das Fernsehdebüt des heute bekannten Fernsehkochs, auf das weitere Formate wie Oliver’s Twist, Jamie’s School Dinners oder Jamie Oliver’s Food Revolution folgten. Die deutsche Stimme von Jamie Oliver ist der Schauspieler und Synchronsprecher Kim Hasper.

## Konzept
Die Idee der Sendung ist es mit nackten, sprich einfachen, Rezepten und Zutaten, ohne großen Aufwand und Geräten, leckere Gerichte kochen zu können. Darauf bezieht sich auch der Name The Naked Chef (deutsch Der nackte Koch). Jede Episode nimmt ein Thema aus Olivers Leben wie Geburtstag, Taufe, Umzug oder Hochzeit auf. In der ersten und zweiten Staffel wurde in seiner Küche gekocht, in der dritten in wechselnden Orten.

## Episodenliste
Die Sendung besteht aus drei Staffeln mit insgesamt 25 Episoden. BBC Two strahlte die drei Staffeln vom 14. April 1999 bis zum 19. Dezember 2001. Zum Abschluss jeder Staffel gab es ein Weihnachtsspecial. Die erste Staffel wurde im deutschsprachigen Raum zuerst bei RTL II gesendet. Die Staffeln 2 und 3 in deutscher Sprache zeigte ORF 1 wenige Monate vor dem Start bei RTL II. Das Weihnachtsspecial Christmas in New York (Episode 16) wurde bisher nicht im deutschen Fernsehen gezeigt.

### Staffel 1
| Nr. (ges.) | Nr. (St.) | Deutscher Titel             | Originaltitel        | Erstausstrahlung UK     | Deutschsprachige Erstausstrahlung (D) | Regie              | Alternativtitel                            |
| ---------- | --------- | --------------------------- | -------------------- | ----------------------- | ------------------------------------- | ------------------ | ------------------------------------------ |
| 1          | 1         | Männerabend                 | Chefs' Night Off     | 14. Apr. 1999 (BBC Two) | 14. Juni 2003 (RTL II)                | Patricia Llewellyn | Jamies freier Abend                        |
| 2          | 2         | Junggesellinnenabschied     | Hen Night            | 21. Apr. 1999 (BBC Two) | 21. Juni 2003 (RTL II)                | Patricia Llewellyn | Verrückte Hühner, Weiberabend              |
| 3          | 3         | Babysitting                 | Babysitting          | 28. Apr. 1999 (BBC Two) | 28. Juni 2003 (RTL II)                | Patricia Llewellyn | Babysitten                                 |
| 4          | 4         | Die Band                    | The Band             | 5. Mai 1999 (BBC Two)   | 5. Juli 2003 (RTL II)                 | Patricia Llewellyn | Jamie’s Band                               |
| 5          | 5         | Geburtstagsparty            | Birthday Party       | 9. Juni 1999 (BBC Two)  | 12. Juli 2003 (RTL II)                | Patricia Llewellyn | –                                          |
| 6          | 6         | Freundin                    | Girlfriend           | 16. Juni 1999 (BBC Two) | 19. Juli 2003 (RTL II)                | Patricia Llewellyn | Liebe geht durch den Magen                 |
| 7          | 7         | Vorgezogene Weihnachtsfeier | Christmas Come Early | –                       | 12. Apr. 2003 (RTL II)                | Patricia Llewellyn | Frühe Weihnachten, Vorgezogene Weihnachten |

### Staffel 2
| Nr. (ges.) | Nr. (St.) | Deutscher Titel            | Originaltitel         | Erstausstrahlung UK     | Deutschsprachige Erstausstrahlung (D)        | Regie          | Alternativtitel                                                 |
| ---------- | --------- | -------------------------- | --------------------- | ----------------------- | -------------------------------------------- | -------------- | --------------------------------------------------------------- |
| 8          | 1         | Wiedersehen mit Tim Mälzer | Reunion               | 12. Apr. 2000 (BBC Two) | 9. Jan. 2003 (ORF 1) 19. Apr. 2003 (RTL II)  | Paul Ratcliffe | Wiedervereinigung, Party für einen Freund, Ein alter Freund     |
| 9          | 2         | Das Chill-Out Frühstück    | Girls, Girls, Girls   | 19. Apr. 2000 (BBC Two) | 16. Jan. 2003 (ORF 1) 26. Apr. 2003 (RTL II) | Paul Ratcliffe | Frühstück für Frauen, Hahn im Korb                              |
| 10         | 3         | Der perfekte Tag           | A Perfect Day         | 26. Apr. 2000 (BBC Two) | 23. Jan. 2003 (ORF 1) 3. Mai 2003 (RTL II)   | Paul Ratcliffe | Ein perfekter Tag, Ein toller Tag, Ein Traumtag                 |
| 11         | 4         | Jamie geht vor die Hunde   | Going To The Dogs     | 3. Mai 2000 (BBC Two)   | 30. Jan. 2003 (ORF 1) 10. Mai 2003 (RTL II)  | Paul Ratcliffe | Auf den Hund gekommen, Das Hunderennen                          |
| 12         | 5         | Picknick auf dem Pier      | Picnic On The Pier    | 10. Mai 2000 (BBC Two)  | 6. Feb. 2003 (ORF 1) 17. Mai 2003 (RTL II)   | Paul Ratcliffe | Picknick am Pier, Picknick am Meer                              |
| 13         | 6         | Anna und Paul              | A Bun In The Oven     | 17. Mai 2000 (BBC Two)  | 13. Feb. 2003 (ORF 1) 24. Mai 2003 (RTL II)  | Paul Ratcliffe | In freudiger Erwartung, Baby unterwegs, Ein Braten in der Röhre |
| 14         | 7         | Die Geburtstagsgrillparty  | A Birthday Barbecue   | 24. Mai 2000 (BBC Two)  | 20. Feb. 2003 (ORF 1) 31. Mai 2003 (RTL II)  | Paul Ratcliffe | Ein Grillfest zum Geburtstag                                    |
| 15         | 8         | Hochzeitsglocken           | Wedding Bells         | 31. Mai 2000 (BBC Two)  | 6. Mär. 2003 (ORF 1) 7. Juni 2003 (RTL II)   | Paul Ratcliffe | –                                                               |
| 16         | 9         | Christmas in New York      | Christmas in New York | 20. Dez. 2000 (BBC Two) | 19. Dez. 2002 (ORF 1)                        | Niall Downing  | –                                                               |

### Staffel 3
| Nr. (ges.) | Nr. (St.) | Deutscher Titel                               | Originaltitel   | Erstausstrahlung UK     | Deutschsprachige Erstausstrahlung (D)        | Regie         | Alternativtitel                                               |
| ---------- | --------- | --------------------------------------------- | --------------- | ----------------------- | -------------------------------------------- | ------------- | ------------------------------------------------------------- |
| 17         | 1         | Umzug                                         | Moving House    | 16. Okt. 2001 (BBC Two) | 18. Okt. 2002 (ORF 1) 15. Feb. 2003 (RTL II) | Ewen Thomson  | Der Umzug                                                     |
| 18         | 2         | Funk Food mit Jamiroquai                      | Rock And Roast  | 23. Okt. 2001 (BBC Two) | 25. Okt. 2002 (ORF 1) 22. Feb. 2003 (RTL II) | Niall Downing | Essen mit Jamiroquai, Plattenteller                           |
| 19         | 3         | Der Patenonkel                                | Godfather       | 30. Okt. 2001 (BBC Two) | 31. Okt. 2002 (ORF 1) 1. Mär. 2003 (RTL II)  | Niall Downing | Der Pate, Vom Koch zum Paten                                  |
| 20         | 4         | Ausflug in die Highlands                      | Highland Fling  | 6. Nov. 2001 (BBC Two)  | 8. Nov. 2002 (ORF 1) 8. Mär. 2003 (RTL II)   | Ewen Thomson  | Schottisches Dinner, Abstecher nach Schottland                |
| 21         | 5         | Das Curry-Fest                                | Curryfest       | 13. Nov. 2001 (BBC Two) | 22. Nov. 2002 (ORF 1) 15. Mär. 2003 (RTL II) | Niall Downing | Eine scharfe Sache, Curry-Orgie                               |
| 22         | 6         | Zurück auf die Schulbank                      | Back To School  | 20. Nov. 2001 (BBC Two) | 29. Nov. 2002 (ORF 1) 22. Mär. 2003 (RTL II) | Ewen Thomson  | Jamie drückt die Schulbank, Zurück in die Schule, Schulbesuch |
| 23         | 7         | Wild und lecker                               | The Italian Job | 27. Nov. 2001 (BBC Two) | 6. Dez. 2002 (ORF 1) 29. Mär. 2003 (RTL II)  | Ewen Thomson  | Der italienische Dreh, Beim Italiener                         |
| 24         | 8         | Am Strand                                     | At The Beach    | 4. Dez. 2001 (BBC Two)  | 13. Dez. 2002 (ORF 1) 5. Apr. 2003 (RTL II)  | Niall Downing | Strandleben, Beach-Party                                      |
| 25         | 9         | Jamie Oliver – Weihnachten mit dem Naked Chef | Christmas Party | 19. Dez. 2001 (BBC Two) | 2. Jan. 2003 (ORF 1) 22. Mai 2004 (RTL II)   | Niall Downing | Weihnachten zu Hause, Weihnachtsfeier                         |

## Buch
- Kochen mit Jamie Oliver – Von Anfang an genial: The Naked Chef – Englands junger Spitzenkoch, Dorling Kindersley 2010, Jamie Oliver, ISBN 978-3-8310-1636-5